# Гимн Комор
Союз великих островов (комор. Udzima wa ya Masiwa) — государственный гимн Коморских Островов, принятый после получения независимости в 1978 году.

## Версия на коморском языке[4][5]
beramu isi pepeza

nadi ukombozi piya

ye daula ivenuha

tasiba bu ya i dini voya trangaya hunu Komoriya

Narikéni namahaba ya huveindza ya masiwa

yatru masiwa Komoro damu ndzima

masiwa Komoro dini ndzima

Ya masiwa radzaliwa ya masiwa yarileya

Mola neari sayidiya

Narikeni ha niya riveindze uwataniya

Mahaba ya dine na duniya.

I beramu isi pepeza

rangu mwesi sita wa juiye

i daula ivenuha

zisiwa zatru zi pangwi ha

Maore na Ndzuani, Mwali na Ngazidja

Narikeni namahaba ya huveindza ya masiwa.

## Версия на арабском языке
العلم يرفرف ,

ليعلن الإستقلال التام ;

ترتقي الأمة ,

بسبب إيماننا

في جزرنا القمرية .

دعنا نتحلى بالإخلاص

لحب جزرنا العظيمة .

نحن القمريون من دم ٍ واحد ,

نحن القمريون من إيمانٍ واحد .

على هذه الجزر قد ولدنا ,

هذه الجزر قد رعتنا .

نرجوا من الله مساعدتنا دائماً ;

لحب أرضنا الأم ,

و لحب ديننا و العالم .

العلم يرفرف .

من السادس من يوليو

ترتقي الأمة ;

جزرنا موحدة .

ماوري و أنزون موهيلي و القمر ,

دعنا نتحلى بالإخلاص

لحب جزرنا العظيمة .

## Версия на французском языке
Oui le Drapeau flotte

Appelle à la Liberté totale.

La nation apparaît,

Force d’une même religion au sein des Comores.

Vivons dans l’amour réciproque dans nos îles,

Les Comoriens issus de même sang,

Nous embrassons la même idéologie religieuse.

Les îles où nous somme nés !

Les îles qui nous ont prodigué la bonne éducation.

Dieu y a apporté son aide.

Conservons notre unité pour l’amour de la patrie,

Amour pour la religion

Et pour l'évolution.

Oui le Drapeau flotte

Depuis le 6 du mois de Juillet

La nation apparaît,

Les îles devenues souveraines ;

Maore — N’Dzuani — Mwali — et N’Gazidja.

Gardons notre amour pour les îles.

## Перевод на русский
Развевается флаг,
Возвещая полную независимость;
Нация поднимается
из-за веры, которую мы питаем к нашим Коморским островам.
Давайте всегда будем преданно любить наши Великие острова.
Мы, коморцы, одной крови,
Мы, коморцы, одной веры.
На этих островах мы родились,
эти острова нас воспитали.
Да поможет нам всегда Бог;
Давайте всегда иметь твердую решимость
Любить нашу отчизну,
Любить нашу религию и мир.
Флаг развевается.
С шестого июля
нация восстает;
Наши острова выстроились.
Майотта и Анжуан ,
Мохели и Н’Газиджа,
Давайте всегда будем преданно любить наши Великие острова.